# Yoshihiro Takayama
Yoshihiro Takayama (高山善廣, Takayama Yoshihiro), é um wrestler profissional e ex-lutador de MMA japonês. Takayama é reconhecido por ter uma capacidade acima do comum de receber golpes e continuar no combate, essa habilidade foi especialmente demonstrada no evento Pride 21, na luta contra o americano Don Frye em 2002.

## Cartel
| Total         | Total   | 0 Vitórias | 4 Derrotas |
| ------------- | ------- | ---------- | ---------- |
| 4 lutas       | Nocaute | 0          | 2          |
| Finalização   | 0       | 2          |            |
| Decisão       | 0       | 0          |            |
| Empate        | 0       | 0          |            |
| Sem Resultado | 0       | 0          |            |